# معركة معبر نصيب الحدودي
كانت معركة مركز نصيب الحدودي معركة أطلقتها المعارضة خلال الحرب الأهلية السورية من أجل السيطرة على آخر معبر حدودي مع الأردن بحوزة الحكومة.